# Петін Володимир Миколайович
Володи́мир Микола́йович Пе́тін (нар. 6 квітня 1949, місто Дніпропетровськ, тепер Дніпро Дніпропетровської області) — український діяч, голова колгоспу імені XXII з'їзду КПРС Генічеського району Херсонської області. Кандидат сільськогосподарських наук. Народний депутат України 1-го скликання.

## Біографія
Народився у селянській родині.
У 1966—1971 роках — студент Херсонського сільськогосподарського інституту, вчений агроном.
У 1971—1979 роках — агроном колгоспу «Грузія» Генічеського району Херсонської області.
У 1979—1982 роках — аспірант Українського науково-дослідного інституту зрошувального землеробства у місті Херсоні. У 1982—1983 роках — старший науковий співробітник Українського науково-дослідного інституту зрошувального землеробства у місті Херсоні.
У 1983 році захистив кандидатську дисертацію «Режим зрошування та водоспоживання насіннєвої люцерни на піщаних землях Нижнього Дніпра».
У 1983—1987 роках — заступник голови колгоспу по кормовиробництву, головний агроном колгоспу «Грузія» Генічеського району Херсонської області.
Член КПРС з 1986 по 1991 рік.
З 1987 року — 1-й заступник голови Генічеського РАПО, начальник відділу по виробництву та переробці продуктів рослинництва; голова колгоспу імені XXII з'їзду КПРС Генічеського району Херсонської області.
4.03.1990 обраний народним депутатом України, 1-й тур 55,47 % голосів, 2 претенденти. Входив до груп «Аграрники», «Земля і воля». Член Комісії ВР України мандатної і з питань депутатської етики.
Нагороджений медаллю[яка?].